# Lewistown (Pennsylvanie)
Pour les articles homonymes, voir Lewistown.
Lewistown est une ville de Pennsylvanie, aux États-Unis. Il s'agit du siège du comté de Mifflin.